# Piet Post
Peter (Piet) Post (Amsterdam, 8 april 1919 – Leeuwarden, 15 december 1979) was een Nederlands organist, dirigent en componist.
Hij was zoon van verpleger Harm Post en Gijsbertha de Koning. Het gezin woonde enige tijd aan de Olympiaweg 122 in Amsterdam. Zelf huwde hij in zijn Weesper periode met Trijntje de Jong. Hij was sinds 1974 ridder in de Orde van Oranje-Nassau.
Zijn echte muziekopleiding startte hij in 1939; hij begon aan een studie aan het Conservatorium van Amsterdam bij Jacob Bijster en Anthon van der Horst. Al tijdens zijn opleiding bespeelde hij diverse kerkorgels in Amsterdam en Weesp. In 1948 was hij een jaar muzieksamensteller bij de NCRV, hij werd echter vrijwel direct weer organist. Dit keer bespeelde hij het orgel van de Grote of Onze Lieve Vrouwekerk in Breda. Na een jaar ging hij in 1949 als opvolger van George Stam aan de slag in de Grote of Jacobijnerkerk in Leeuwarden. In die stad werd hij ook dirigent van het Toonkunstkoor Concordia. Hij zou dirigent worden van diverse koren in Friesland als ook van de Leeuwarder Bachvereniging. Ondertussen was hij begonnen met lesgeven aan de kweekschool, sinds 1970 aan het Leeuwarder Muziekinstituut en vanaf 1973 aan de Muziek Pedagogische Academie in de Friese hoofdstad. Zijn composities bevinden zich op het gebied van orgelmuziek, maar hij improviseerde ook regelmatig. Er zijn orgel- en carillonwerken, liederen, werken voor strijkorkest etc. van hem, bekend. Het Frysk Muzykargyf omschreef zijn muziek als “gematigd modern”. Post zou zijn klank vergelijken met de impressionistische kleuring uit de schilderwereld. Zijn werken worden nu en dan ook in de 21e eeuw uitgevoerd.
In 1959 werd hij door Leeuwarden onderscheiden  met het Gouden Viooltje. In 2019 werd een concert gegeven ter nagedachtenis aan de dan 100 jaar geleden geboren organist.
Hij overleed plotseling; hij gaf op 14 december 1979 nog leiding aan een kerstconcert.
- Gemeinsame Normdatei: 1089750242
- International Standard Name Identifier: 0000 0003 9261 2639
- Library of Congress Control Number: n79044367
- Nationale Bibliotheek van Israël: 987007277642305171
- Virtual International Authority File: 286730838
- WorldCat: E39PBJtX9Hb6YDMJTwFB8gKPQq